# Krzysztof Meissner

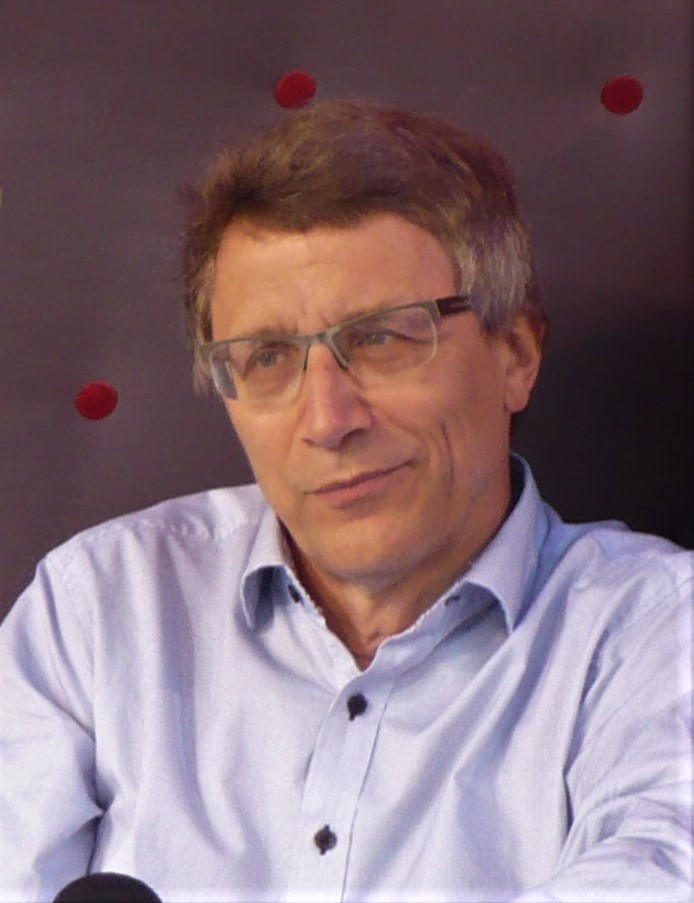
Krzysztof Meissner (2023)

Krzysztof Antoni Meissner (* 1. September 1961 in Warschau, Polen) ist ein polnischer Theoretischer Physiker, spezialisiert auf Teilchenphysik, und Professor an der Universität Warschau.

## Leben
In seiner Jugend war er zweimal Preisträger der polnischen Physik-Olympiade und zweimal Finalist der polnischen Chemie-Olympiade. Er begann 1980 ein Physikstudium an der Fakultät für Physik der Universität Warschau, das er 1985 mit dem Magister abschloss, und wurde Assistent in der Abteilung für Teilchenphysik am Institut für Theoretische Physik. Er setzte seine wissenschaftliche Arbeit fort, verteidigte 1989 seine Doktorarbeit, habilitierte sich 1997 mit einer Dissertation mit dem Titel Rola Symetrii Teorii Strun Niekrytycznych w Kosmologii Strunowej (The Role of Symmetry of Noncritical Strings Theory in String Cosmology) und wurde 2006 Professor. Er ist ein langjähriger Mitarbeiter von Roger Penrose. Im Jahr 2009 wurde er wissenschaftlicher Direktor des Instituts für Nuklearforschung, und nach dessen Umwandlung in das Nationale Zentrum für Nuklearforschung ist er dort weiterhin tätig, wenn auch nicht mehr als wissenschaftlicher Direktor.

## Werk
Er hat über 70 Arbeiten verfasst und in wissenschaftlichen Zeitschriften veröffentlicht, darunter Physical Review Letters, Physical Review D, Classical and Quantum Gravity, Nuclear Physics, Physics Letters B.

## Andere Leistungen
Krzysztof Meissner ist offen religiös: "Ein Physiker, ein Theist und ein Atheist verwenden dieselben Gleichungen, die dasselbe Phänomen beschreiben, und kommen zu denselben Schlussfolgerungen. Der Unterschied besteht darin, dass der eine sagt, es sei ein Abbild des vollkommenen Gottes, während der andere es einfach als das betrachtet, was es ist."
Er setzt sich auch für die Popularisierung von Wissenschaft und Physik in Polen ein und hält viele Vorträge in Schulen und bei öffentlichen Veranstaltungen. Im Jahr 2013 wurde er vom polnischen Staatspräsidenten Bronisław Komorowski mit dem Orden Polonia Restituta für seinen herausragenden Beitrag zur Forschung im Bereich der Physik und zur Popularisierung der Wissenschaft ausgezeichnet.